# Замагора
Замагóра —  село в Україні, у Верховинській селищній громаді Верховинського району Івано-Франківської області.

## Географія
Село розміщене в південно-західній частині району, через яке протікає кілька потоків, які впадають у Чорну Річку, яка є притокою річки Чорний Черемош.
Середня висота над рівнем моря — 807 м. Віддаль від центру села до райцентру по шляху автобусного сполучення через Красноїллю, Верхній Ясенів, Криворівню — 27 км, по автошляху через перевал — 9 км.
Всього присілків на території села 16: Змієнський, Блихавий, Підкринта, Присліп, Випчінка, Магора, Рикалівка, Долина, Чорна Річка, Містечко, Чоліви, Поля, Підсиниці, Підмагора, Гофа, Дубівський. Найбільший присілок за чисельністю населення — Долина.
Через село тече струмок Комарничний Великий, правий доплив Річки.

## Назва
Назва села Замагора походить від гори Магора, за якою воно розташоване. Ця гора називається Магора, тому що якщо на неї дивитися із селища Верховина, то вона має вигляд друкованої літери «М». І коли люди йшли з Верховини (Жаб'є), то казали «я йду за Магору». Так утворилась назва села Замагора. У 1940—1993 рр. село називалося Замагорів.

## Історія

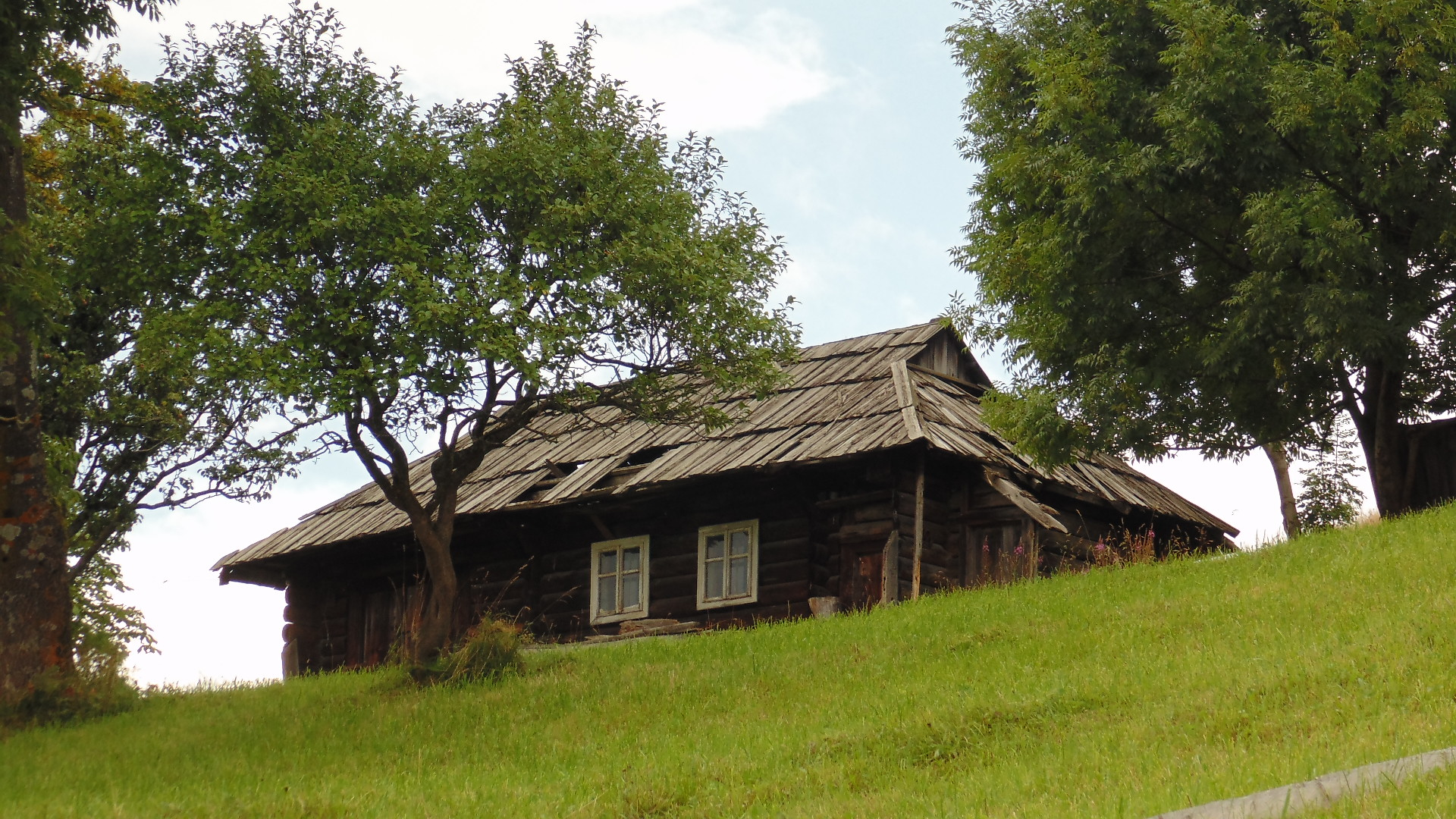
Стародавня гуцульська хата, в якій вже ніхто не живе.

Перші поселенці на території села Замагора з'явилися в кінці XVI — на початку XVII ст. Вони були втікачами з Покуття, яких переслідувала польська влада. Територія села входила до складу села Жаб'є і стала селом у 1940 році.
12 серпня 1952 р. Жаб'євський райвиконком ліквідував Замагурівську сільраду з приєднанням її до Головівської сільради.
12 червня 2020 року, відповідно до Розпорядження Кабінету Міністрів України  № 714-р «Про визначення адміністративних центрів та затвердження територій територіальних громад Івано-Франківської області», увійшло до складу Верховинської селищної громади.
19 липня 2020 року, в результаті адміністративно-територіальної реформи та ліквідації Верховинського району, село увійшло до складу новоутвореного Верховинського району.

## Населення
Згідно з переписом УРСР 1989 року чисельність наявного населення села становила 1130 осіб, з яких 533 чоловіки та 597 жінок.
За переписом населення України 2001 року в селі мешкало 1176 осіб.

### Мова
Розподіл населення за рідною мовою за даними перепису 2001 року.
| Мова       | Кількість | Відсоток |
| ---------- | --------- | -------- |
| українська | 1182      | 99.75 %  |
| російська  | 3         | 0.25 %   |
| Усього     | 1185      | 100 %    |

## Народний оркестр
У селі діє народний оркестр. До його складу входить 12 осіб: 6 скрипок, 2 цимбал, 1 флояр, 1 бубен, 2 баяни.

## Церква
Церква Архистратига Михаїла належить до ПЦУ. Настоятель — ієрей Володимир Максим'юк.

## Сучасність
Сільський голова — Дідушко В. В., секретар сільської ради — Кіцнак О. Ю., землевпорядник — Плитчук Ю. М., бухгалтер — Слижук Г. В.
Найбільшими родинами в селі є Шекеряки (Шекерєки), Дідушки (Вакарі), Маківничуки (Штуби), Храпчуки, Шекеряки (Боти), Мартищуки (Лесіччині), Семенюки (Черленові).

## Особистості
- Василь Юрійович Небесійчук — референт СБ Жаб'євського районного проводу ОУН, лицар Бронзового хреста бойової заслуги УПА;
- Люба-Параскевія Стринадюк — українська письменниця, перекладачка німецькомовної художньої літератури;
- Петро Олексійович Венгрин — український кіноактор, танцюрист.